# 82-102
82-102 — пещера, расположенная в Абхазии, в Гудаутском районе частично признанной Республики Абхазия, согласно административному делению Грузии — в Гудаутском муниципалитете Абхазской Автономной Республики, на Бзыбском хребте.
Протяжённость 110 м, глубина 102 м, площадь 25 м², объём 7340 м³, высота входа над уровнем моря 1600 м.

## История исследования
Пещера обнаружена и пройдена экспедицией томских спелеологов в 1982 году под руководством В. Я. Мельникова.